# Corel Capture
Corel Capture es un programa que sirve para realizar capturas de imágenes o elementos que aparezcan en la pantalla del ordenador. Es muy utilizado para hacer capturas de los programas (sus menús, el entorno de trabajo, etc.) para hacer manuales. Viene incluido en el paquete de Corel Graphics Suite. También se utiliza para hacer animaciones.